# Josef Thaut
Josef Thaut (* 10. února 1905 Štětí) byl český fotbalista německé národnosti, útočník, reprezentant Československa.

## Fotbalová kariéra
Za československou reprezentaci odehrál 28. října 1929 přátelské utkání proti Jugoslávii a vstřelil jeden gól. Na klubové úrovni hrál za DFC Budweis, DFC Prag, Teplitzer FK a Viktorii Plzeň.

## Ligová bilance
| Ročník                    | Zápasy | Góly | Klub              |
| ------------------------- | ------ | ---- | ----------------- |
| 1. asociační liga 1929/30 | -      | -    | Teplitzer FK      |
| 1. asociační liga 1930/31 | 1      | 0    | Teplitzer FK      |
| 1. asociační liga 1931/32 | -      | 4    | SK Viktoria Plzeň |
| CELKEM                    | -      | -    |                   |